# Guasinia
Genre
Guasinia est un genre d'opilions laniatores de la famille des Guasiniidae.

## Distribution
Les espèces de ce genre se rencontrent au Venezuela et au Brésil.

## Liste des espèces
Selon World Catalogue of Opiliones (14/10/2021) :
- Guasinia delgadoi González-Sponga, 1997
- Guasinia persephone Pinto-da-Rocha & Kury, 2003

## Publication originale
- González-Sponga, 1997 : « Arácnidos de Venezuela. Una nueva familia, dos nuevos géneros y dos nuevas especies de Opiliones Laniatores. » Acta Biologica Venezuelica, vol. 17, no 3, p. 51–58.